# Opération escargot

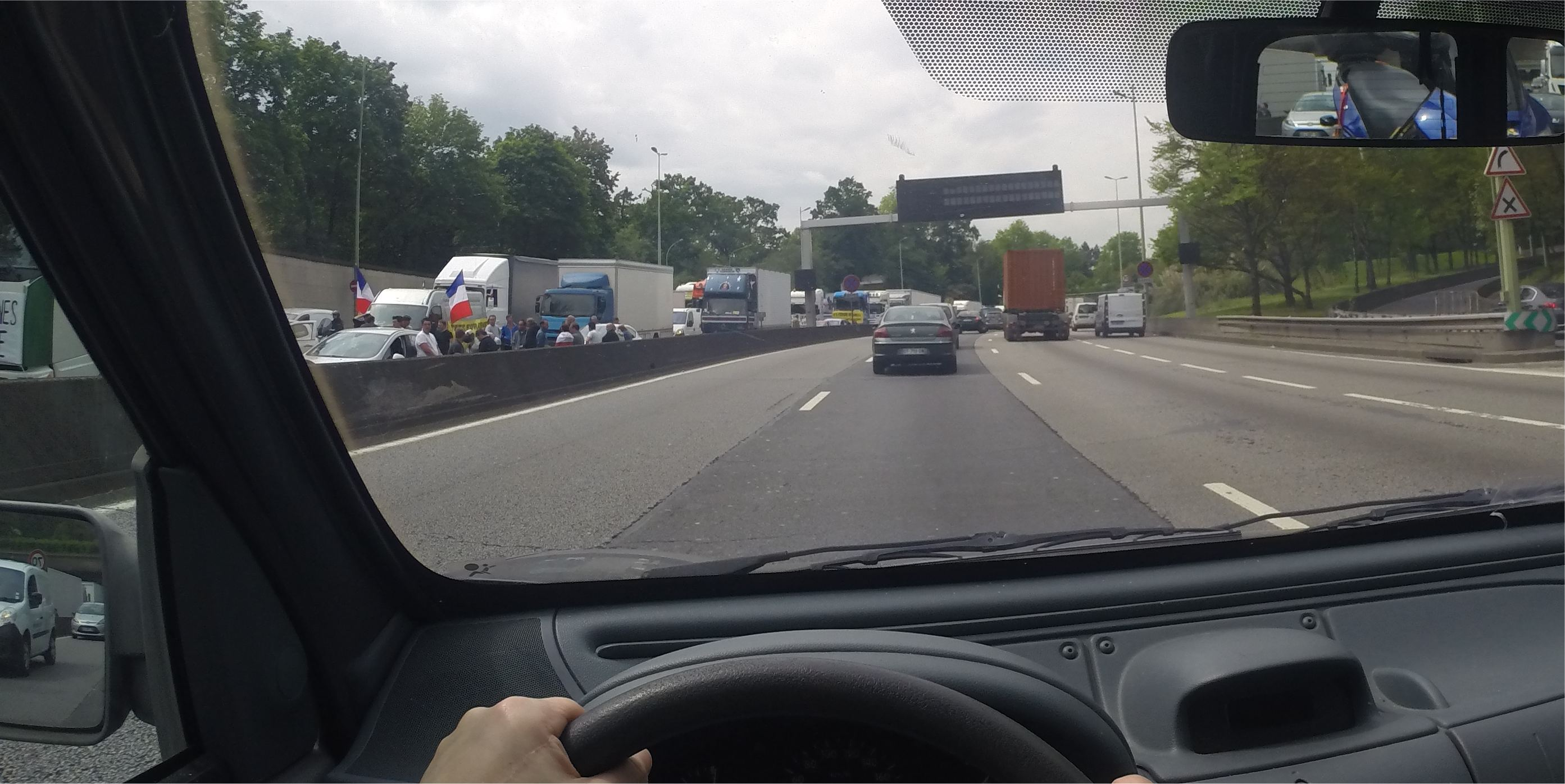
Forains organisant une opération escargot sur le boulevard périphérique intérieur le 26 mai 2016

Une opération escargot est une action consistant à provoquer un ralentissement important de la circulation, voire un blocage, à des fins revendicatives.
L'objectif est d'attirer l'attention des personnes bloquées, au moins, et de l'opinion publique, si possible, sur la revendication. Elle est le contraire d'une opération péage gratuit dans le sens où une opération péage gratuit va chercher à attirer l'attention en favorisant le trafic routier, alors que l'opération escargot va le faire en perturbant volontairement la circulation.

## En France
Les premières opérations escargot en France remontent aux années 1970. En juillet 1992, elles se multiplient pour protester contre l'instauration du permis à points. Ces dernières années en France (notamment dans le cadre des manifestations contre le CPE en 2005 et la réforme des retraites en 2010), différents secteurs, tels ceux de la restauration, de l'agriculture ou du transport privé, ont eu recours à ce type de manifestation.
Si un véhicule se met à l'arrêt pour faire obstacle à la circulation, il s'agit alors d'un délit (article L412-1 du code de la route) passible de deux ans d'emprisonnement, de 4500 euros d'amende et de 6 points en moins sur le permis de conduire.

## Au Québec
Le Mouvement Escargot est un organisme à but non lucratif, né en janvier 2010, qui dénonce l'abus de tarifications de la SAAQ (Société de l'assurance automobile du Québec). Il s'est donné comme mission d'ouvrir le dialogue avec les autorités sur le sujet de la moto et de redorer l'image des motocyclistes au Québec. Les méthodes de contestation sont des moyens de pression légaux et citoyens. C'est à une vitesse de 60 km/h que les manifestants se déplacent sur les routes, principalement les autoroutes qui ont une vitesse minimale de 60 km/h, afin de se faire voir et entendre des autorités.